# Limassa jezik
Limassa jezik (ISO 639-3: bum; bamassa, bomasa, bomassa), jezik kojim još govori nevelik broj ljudi u nekoliko sela u Srednjoafričkoj Republici, duž kongoanske. Pripada ubanškoj skupini jezika i podskupini baka-gundi, koju čini zajedno s jezicima baka [bkc] iz Kameruna i ganzi [gnz], gundi [gdi] i ngombe [nmj] iz Srednjoafričke Republike.
Potiskuje ga jezik gundi (ngundi).

## Vanjske poveznice
- Ethnologue (14th)
- Ethnologue (15th)